# Humayra Abedin
Humayra Abedin (2 de março de 1976) é uma médica de Bangladesh que trabalhava para o Serviço Nacional de Saúde no Reino Unido e se tornou uma causa célebre depois que seus pais tentaram forçá-la a se casar e a mantiveram presa até ela ser libertada por ordem judicial.
Abedin nasceu e foi criada em Daca, Bangladesh. Ela é filha única de seus pais, Mohammad Joynal Abedin, (nascido em 1932), um empresário aposentado que na época possuía uma fábrica de roupas e várias lojas, e Begum Sofia Kamal, (nascido em 1941), uma dona de casa.
Em setembro de 2002, ela veio para a Inglaterra para fazer um mestrado em saúde pública na Universidade de Leeds. Em 2008, ela estava treinando para se tornar uma clínica geral no Hospital Whipps Cross em East End, Londres. Ela se mudou para Londres e estava treinando para se tornar uma registradora em um consultório clínico geral no leste de Londres.

## Caso legal
A família muçulmana de Abedin ficou furiosa depois que souberam que ela tinha um relacionamento de longa data com um homem de Bangladesh que conheceu em Londres, que trabalha como engenheiro de software.
Desde maio de 2008, sua família fez várias tentativas para mantê-la longe dele e forçá-la a se casar.
No final de junho de 2008, a Polícia Metropolitana abriu um inquérito, depois que ela foi mantida em cativeiro em seu apartamento por sua mãe e tio, que a visitaram por vários dias. O caso dela também foi aceito pela Interpol.
Em agosto de 2008, sua família a convenceu a retornar a Bangladesh, alegando que sua mãe estava gravemente doente. Eles então esconderam seu passaporte e passagem de avião, e a mantiveram em cativeiro desde 5 de agosto.
Em 13 de agosto de 2008, Abedin foi levado da casa da família para uma ambulância, levado para uma clínica privada, recebeu medicamentos e ficou lá até 5 de novembro de 2008.
Após conseguir enviar mensagens para seus amigos dizendo que ela estava sendo detida contra sua vontade, uma série de medidas legais foram instituídas em seu nome. Abedin instruiu seus advogados a anular o casamento em seu nome.
Em dezembro de 2008, depois que sua família ignorou as ordens do tribunal superior de Bangladesh para levar Abedin a tribunal. Em 5 de dezembro de 2008, o tribunal superior emitiu uma ordem ao abrigo da Lei do Casamento Forçado, que torna ilegal forçar alguém a um casamento contra a sua vontade. Acredita-se que seja a primeira vez que a legislação é usada para ajudar um estrangeiro que vivia no exterior. No que se acredita ser o primeiro uso do ato relativo a um cidadão estrangeiro.
Em 14 de dezembro de 2008, dois juízes decidiram que ela deve permanecer sob custódia em um tribunal em Daca até que ela retorne à Grã-Bretanha. Abedin então voou de Daca para Londres. Em 16 de dezembro de 2008, ela chegou ao Reino Unido.
Em 19 de dezembro de 2008, ela ganhou proteção de um tribunal superior contra quaisquer novas tentativas de removê-la do Reino Unido. Mandados de segurança foram emitidos contra os pais de Abedin, um tio paterno e o homem com quem ela teria sido forçada a se casar. Outras ordens foram concedidas para proteger e evitar que Abedin fosse removido do Reino Unido novamente. Abedin se recusou a apresentar queixa contra seus pais.